# Колесник, Владимир Иванович
Владимир Иванович Колесник (14 мая 1950 — 8 ноября 2016) — советский и российский учёный, профессор, доктор исторических наук; Почётный работник высшего профессионального образования РФ.
Автор более 60 публикаций, в том числе 1 монографии и 7 учебных пособий.

## Биография
Родился 14 мая 1950 года в Комсомольске-на-Амуре.
Вырос и учился в школе в Крыму, в городе Алушта. В 1973 году окончил исторический факультет Московского государственного университета с присвоением квалификации «Историк. Преподаватель истории и обществоведения со знанием иностранного языка» и по распределению прибыл на работу в Калмыцкий государственный университет, где работал до конца жизни.
Продолжил образование в аспирантуре Московского государственного университета, которую окончил в 1980 году. В 1986 году здесь же защитил кандидатскую диссертацию на тему «Сельские коммуны во Франции в XI—XIII вв. : по материалам пикардийских хартий». В 2003 году в Волгоградском государственном университете защитил докторскую диссертацию на тему «Последнее великое кочевье: переход калмыков из Центральной Азии в Восточную Европу и обратно в XVII и XVIII веках».
В Калмыцком государственном университете проработал более 40 лет; был ассистентом, старшим преподавателем, доцентом, профессором кафедры всеобщей истории, проректором КГУ по информатизации и дополнительному образованию. Под руководством В. И. Колесника в октябре 2016 года успешно прошла международная научная конференция «Великие евразийские миграции».
Научные интересы В. И. Колесника включали историю средневековой Франции, калмыцкого народа, а в последние годы - историю кочевой цивилизации и евразийских трансконтинентальных миграций, в том числе причины и последствия миграций и сопутствующие им демографические сдвиги и изменения в экономике и культуре народов.
Наряду с научной и педагогической деятельности, занимался и общественной — входил в руководство калмыцкой республиканской организации Профсоюза работников народного образования и науки, был членом Избирательной комиссии Республики Калмыкия.
Состоял в партии «Яблоко». В 1999 и 2003 годах баллотировался в депутаты Госдумы от партии «Яблоко».
Умер 8 ноября 2016 года в Элисте, где и был похоронен.